# 김세라
김세라(1996년 1월 10일
~ )는 대한민국의 레이싱모델이다.

### 레이싱모델 활동
- 2015년 서울모터쇼 모델

### 기타 모델 활동
- 2012년 엘리트모델 선발대회 본선 진출